# چلاویان
کیاهای چلاوی که با نام‌های چلاویان، آل‌چلاو، جلابیان یا آل‌افراسیاب و افراسیابیان (جلاب و جلابی) نیز خوانده‌شده‌اند، نام سلسله‌ای محلی در تبرستان بوده‌است که در روز شنبه، ۲۷ محرم ۷۵۰ هجری‌قمری با قتل فخرالدوله حسن، واپسین اسپهبد باوندیان توسط کیا افراسیاب چلاوی تأسیس شد.
از بزرگان خاندان چلاویان می‌توان افراسیاب، اسکندر شیخی و میرحسین کیا را نام برد.

## بنیان
در زمان باوندیان دو قدرت رقیب از «خانواده‌های متنفذ» در منطقه وجود داشتند. این دو خاندان که «کیاییان جلالی» و «کیاهای چلاوی» بودند، عمدتاً به عنوان وزرا و هیئت حاکمهٔ باوندیان مشغول به کار بودند. فخرالدوله حسن باوند در حالی که کشمکش‌های بسیاری بین این دو خاندان بود، کیا افراسیاب چلاوی، را که برادرزنش محسوب می‌شد، به عنوان «سپهسالار» برگزید. جلالیان از این اقدام رنجیدند و به قلمرو پادوسبانیان گریختند تا با کمک پادوسبانیان به باوندیان حمله کنند ولیکن فخرالدوله با آنان سازش نمود. افراسیاب چلاوی از این عمل ناراحت شد و علیه اسپهبد باوندی «توطئه‌چینی» نمود.
سرانجام در ۲۷ محرم ۷۵۰ هجری دو پسر افراسیاب چلاوی، با نام‌های «کیا محمد» و «کیا علی»، درحالیکه برای اسپهبد فخرالدوله شاهنامه‌خوانی می‌کردند، او را در گرمابه، به قتل رساندند. با قتل فخرالدوله حسن و انقراض باوندیان، کیا افراسیاب چلاوی قدرت را به دست گرفت.

## حکومت افراسیاب
کیا افراسیاب چُلاوی در ابتدا توسط حسن دوم، حاکم دودمان باوندیان، به مقام سپهسالاری رسید ولی مدتی بعد با به قتل رساندن او حکومت چلاویان را تأسیس کرد و بین سال‌های ۱۳۴۹ تا ۱۳۵۹ میلادی حاکم طبرستان بود.
کیا افراسیاب برای سرپا نگهداشتن حکومتش به یکی از واعظین متنفذ به نام میرقوام‌الدین مرعشی، ملقب به میربزرگ، روی آورد و توانست رقبا را از پیش روی بردارد. اما مدتی پس از برپایی حکومتش با میربزرگ اختلافاتی یافت که منجر به رویارویی این دو شد. وی پس از شکست خوردن از هواداران میربزرگ در نبرد جلالک مارپرچین کشته شد و بدین‌ترتیب دودمان مرعشیان تأسیس گشت.

## حکومت اسکندر
اسکندر پس از شکست پدرش در جنگ «جلالک مارپرچین» از معرکه گریخت و نزد تیموریان در هرات رفت و پس از فتح تبرستان توسط تیمورلنگ، مدتی تحت‌الحمایة او در آمل حکومت نمود.

## حکومت میرحسین کیا
میرحسین کیای چلاوی، از خاندان چلاویان در اوایل حکومت صفویان حاکم قلعهٔ استوناوند بوده‌است. هنگامی که در زمستان سال ۹۱۷ هجری، شاه اسماعیل‌صفوی با سپاهش به قم رفت، چند تن از سردارانش را به ری و اطراف آنجا فرستاد تا حضور شاه را اعلام نمایند ولی میرحسین کبا در یک درگیری شدید با یکی از سرداران شاه به نام «الیاس بیک»، این سردار را به اسارت گرفته و به قتل رساند. با رسیدن خبر به شاه اسماعیل، وی دستور داد که قلعهٔ مذکور را فتح کنند. پس از آن‌که قزلباش‌ها نتوانستند این دستور را اجرا نمایند، شاه شخصاً به میدان جنگ آمد. میرشمس‌الدین مرعشی با شنیدن خبر ورود شاه به مازندران، خود را به اردوی معلی رساند. میرشمس‌الدین از شخصی فیروزکوهی که به کلیهٔ راه‌های ورودی آب و علوفهٔ قلعه آگاهی داشت بهره جُست و با وعدهٔ دادن مال به شخص نهایتاً راه‌های ورودی قلعه را بست.
میرحسین در نامه‌ای به میرشمس‌الدین مرعشی نوشت:
ما و شما همسایه و از یک ولایتیم و هرگز در خدمت‌کاری تقصیر ننمودیم و قلعهٔ استوناوند «کلید مازندران» بلکه «دارالمرز» است. اگر لشکر بیگانه این را تسخیر کند، عن‌قریب به ولایت دارالمرز مستولی شده به کارکنان خود سپارد عجب از آن عالیجاه که فکر مآل ننموده و متوجه این قضیه نشده و به اهانت و خذلان ما سعی می‌نمایید.
میرشمس‌الدین، کیای چلاوی را از «صلح و امان» مطمئن ساخت. سپس قلعه‌نشینان پس از دو سال و اندی تسلیم شدند. شاه دستور تخریب قلعه را داد. شاه اسماعیل به امانی که به کیای چلاوی داده بود، وفادار نماند و سه روز بعد میرحسین کیای چلاوی را در قفسی محبوس کرده، روی شتری بستند. عاقبت نیز او را به شکلی که ایاس بیک را کشته‌بود، قصاص نمودند.

## نقشه شرایط ژئوپولتیک منطقه

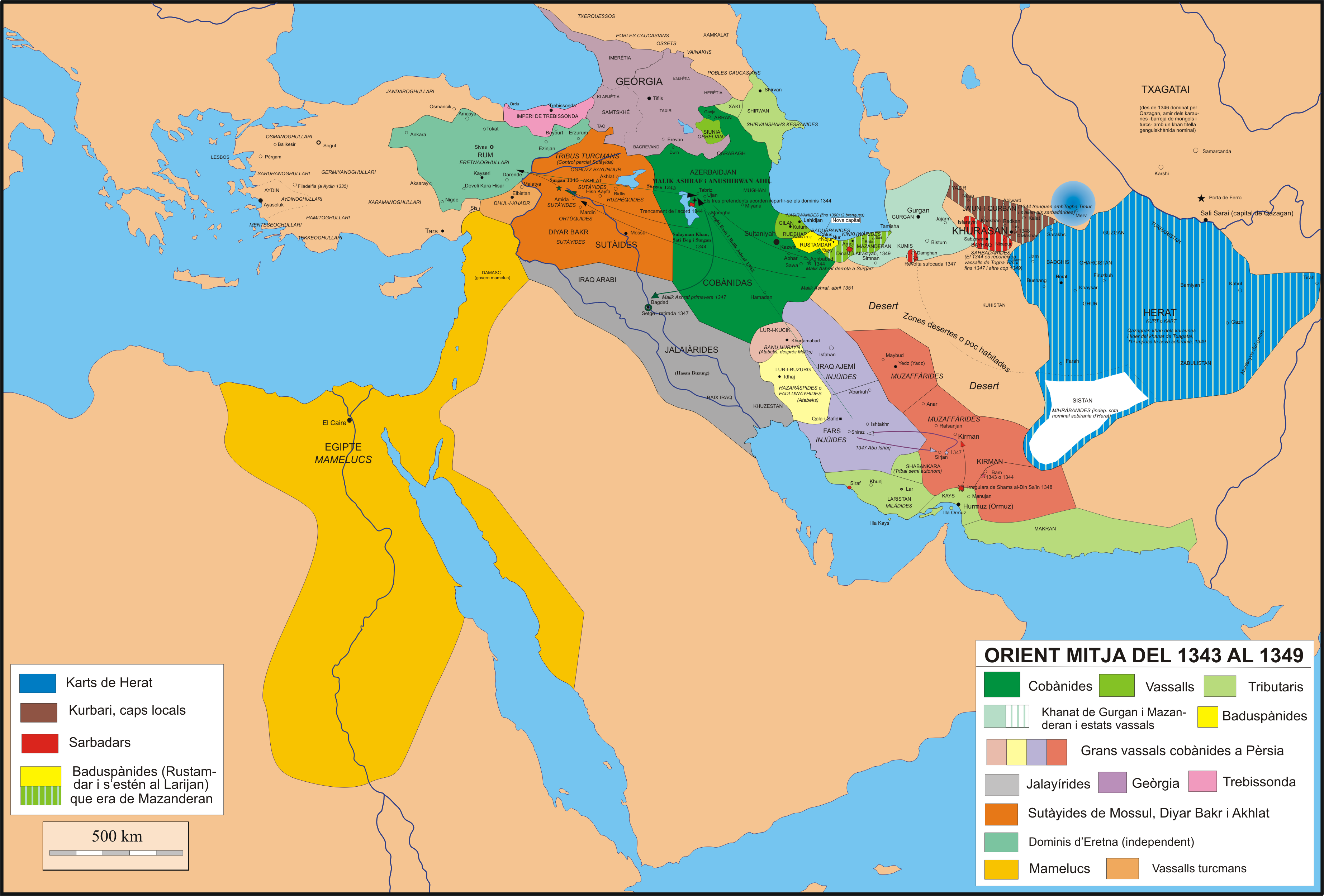
۱۳۴۳ تا ۱۳۴۹ میلادی: نابودی باوندیان
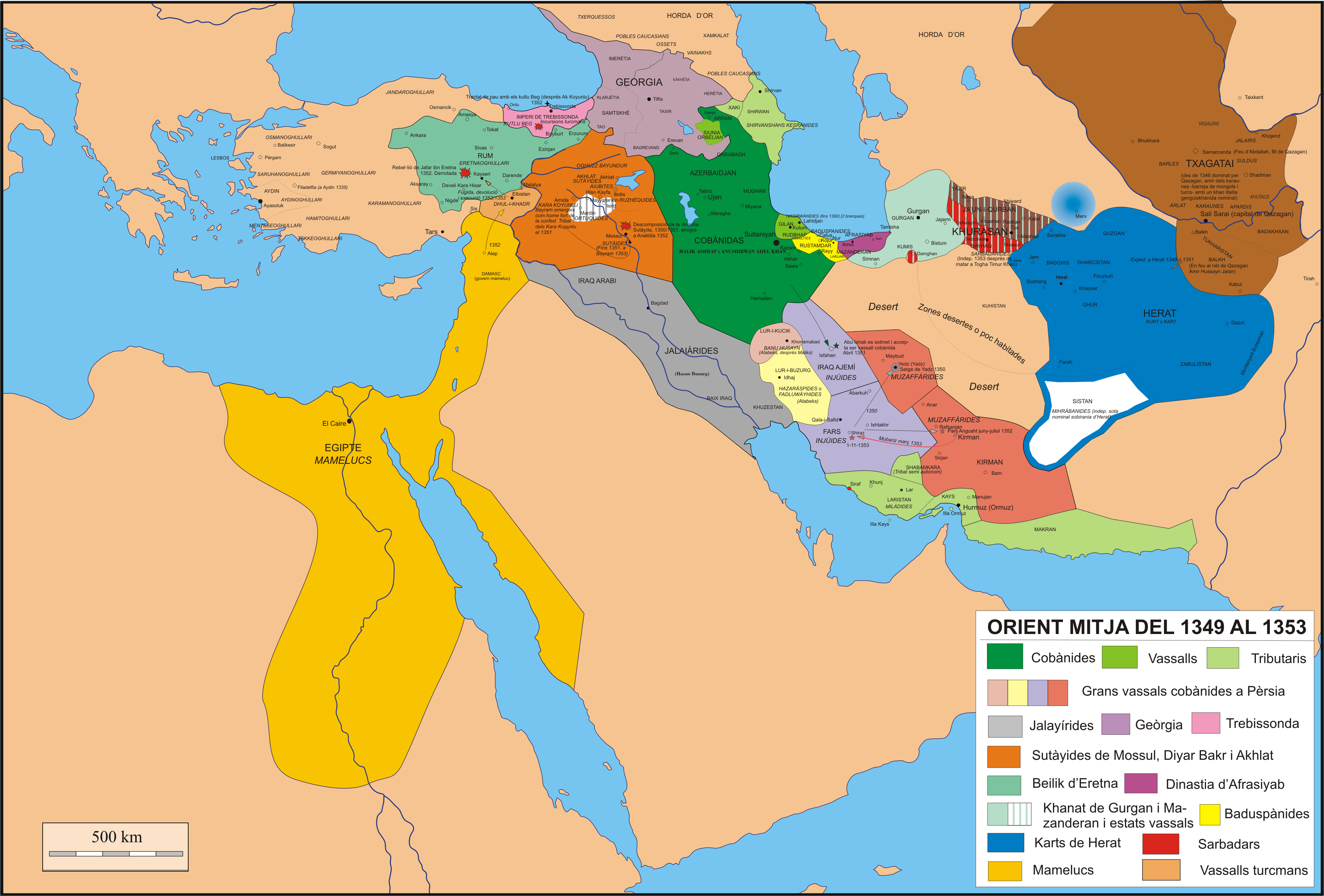
۱۳۴۹ تا ۱۳۵۳ میلادی: چهار سال یکم افراسیاب
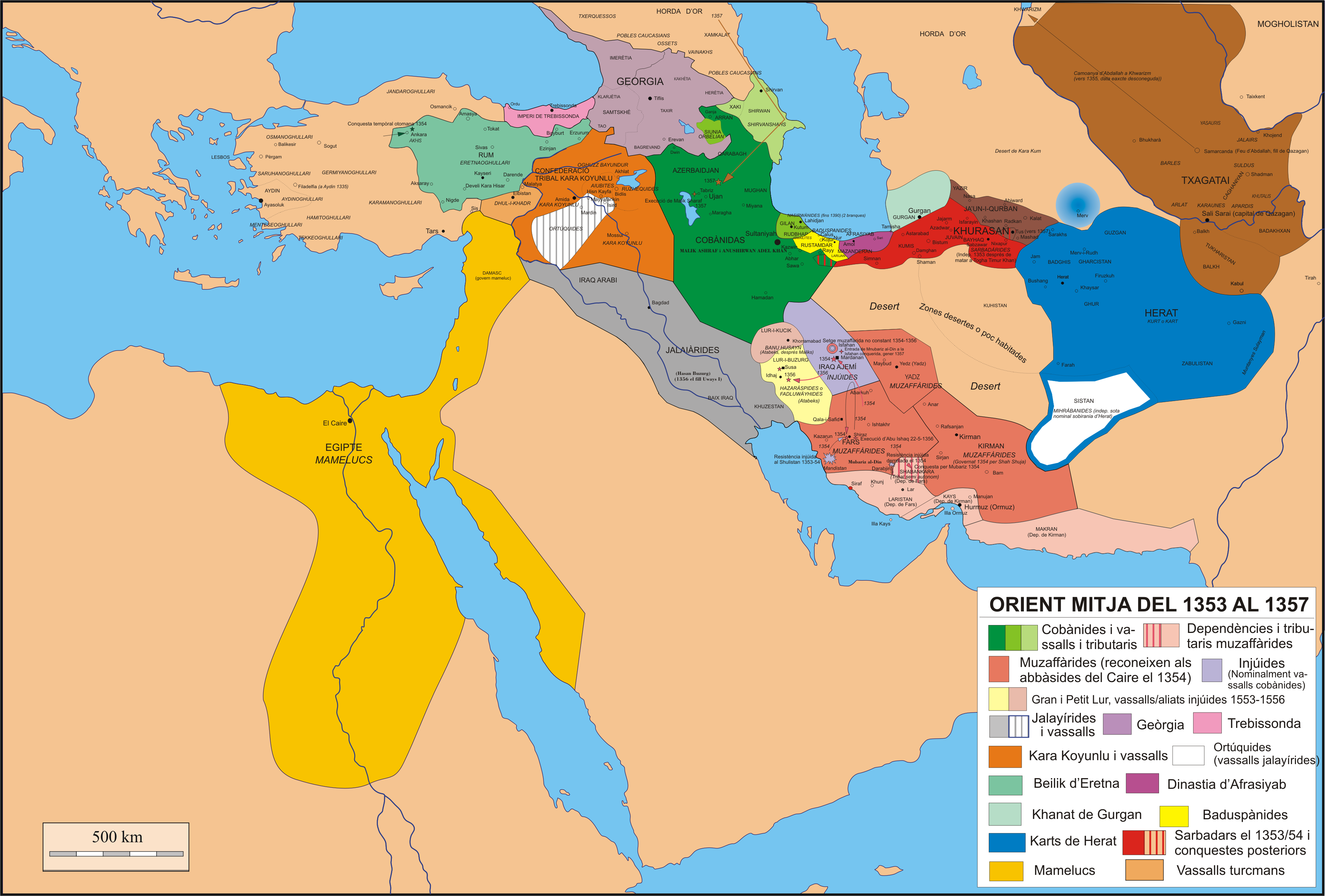
۱۳۵۳ تا ۱۳۵۷ میلادی: چهار سال دوم افراسیاب
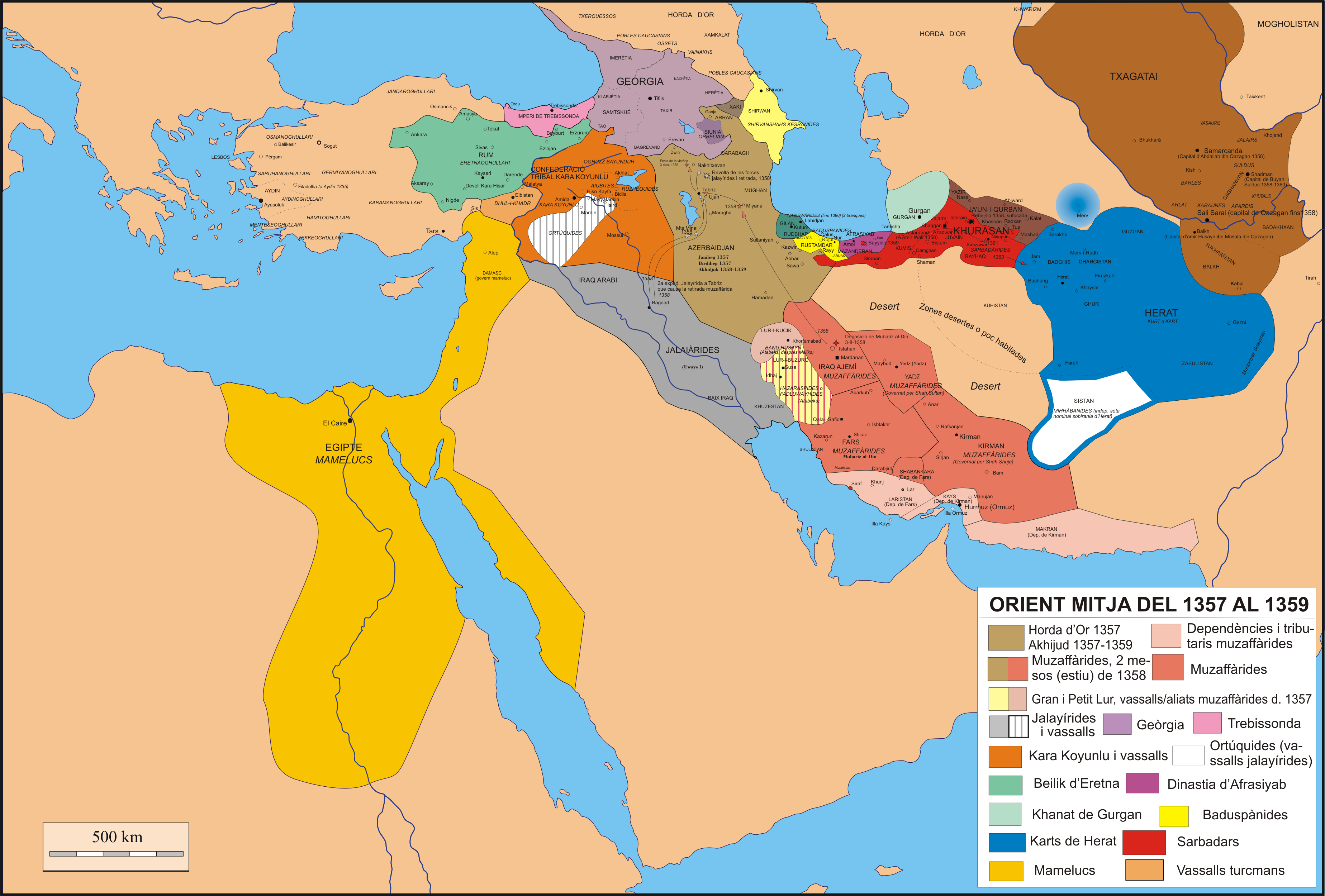
۱۳۵۷ تا ۱۳۵۹ میلادی: دو سال آخر افراسیاب
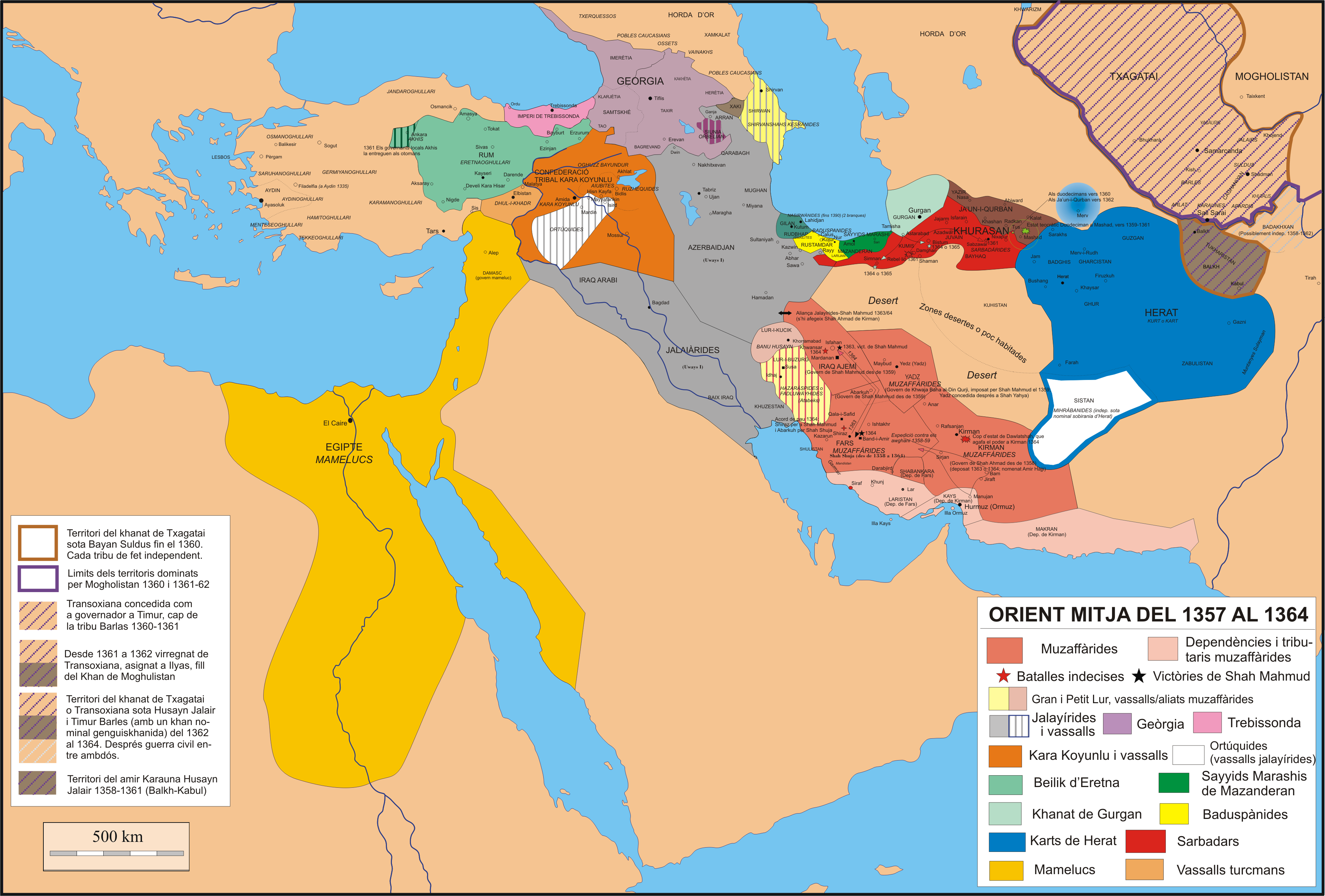
۱۳۵۹ تا ۱۳۶۴ میلادی: تأسیس مرعشیان